# 4978 Seitz
4978 Seitz је астероид главног астероидног појаса чија средња удаљеност од Сунца износи 2,627 астрономских јединица (АЈ).
Апсолутна магнитуда астероида је 13,2.